# 津田学園小学校
津田学園小学校（つだがくえんしょうがっこう）は、三重県桑名市野田五丁目にある私立小学校。員弁川支流の嘉例川東岸に位置する。

## 教育理念
「未来を拓く学力」の基礎・基本を確実に身につけ、思いやりのある優しさを持った「自他を愛する人間性」の育成を目指している。実体験を重視した多様な教育活動を通じ、測定できる学力「見える学力」と学習意欲や学び方などの「見えない学力」をともに備えた『頭のいい子ども』に。そして学力だけでなく、高い道徳性や豊かな人間性を持った『賢い子ども』に。この両面を兼ね備えた全人教育を実践している。 
- 「読む力」「書く力」「計算力」「表現力」の4つの力を育て、確かな学力を培う。学ぶ楽しさ、分かる喜びを伝え学習意欲の向上を育成する。
- ものごとを五感で捉える「実体験」を通し、心身ともに豊かで、前進するための原動力、前向きに生きる力を養う。
- 「あいさつ」「しつけ」「道徳心」「コミュニケーション能力」をしっかり身に付け、これからの社会を担う確かな人間を育てる

## 概要
年間授業時数をしっかりと確保し、独自のカリキュラムと教科担任制を採用し、基礎学力と発展的学力の向上に努めている。毎朝の継続的な「読書の時間」「計算の時間」により、すべての学習の土台となる「読む力」と「計算力」を養っている。またグローバル時代に対応した国際人の育成を視野に入れ、第1学年から英語の授業を取り入れている。実体験を重視した体験学習を多く取り入れ、「農育」「食育」「社会見学」「宿泊行事」など多種多様な教育活動を展開し、学力に結びつけている。授業や学校生活でのマナーやルールなどを明確化し、徹底した躾を行っている。また日本人としての誇りが持てるよう、日本の伝統文化や行事を大切にし、独自のカリキュラムにより系統的な道徳教育を実践している。

## 沿革
| 2003年（平成15年） | 設置認可                     |
| 2004年（平成16年） | 校舎竣工                     |
| 2004年（平成16年） | 開校 初代校長 葛山 金夫 着任 |
| 2005年（平成17年） | 第2代校長 寺本 豊 着任       |
| 2010年（平成22年） | 第1期生 卒業                 |
| 2016年（平成28年） | 第3代校長 岡田 浩一 着任     |

## アクセス
- 関西本線、近鉄名古屋線、養老鉄道養老線 桑名駅よりバス約20分。
- 三岐鉄道北勢線 星川駅より自転車約10分。
- 東名阪自動車道 桑名ICより車で約10分。